# After Porn Ends
After Porn Ends ist ein amerikanischer Dokumentarfilm, der im Jahr 2012 veröffentlicht wurde.

## Hintergrund
Dokumentarfilmerin Bryce Wagoner, Absolventin der East Carolina University, führte Interviews mit verschiedenen ehemaligen Pornostars darüber, wie ihr Leben nach dem Ausstieg aus der Branche verlief. Die Anregung für die Dokumentation erhielt Wagoner durch einen Nebenjob im Rahmen ihrer filmischen Ausbildung: Während einer Aufnahmepause für Voiceover und Motion Capture des Videospiels WWE-„Smackdown vs. Raw“ sah sich eine Gruppe Pornofilme an und ein Mitglied der Gruppe stellte die Frage, was die Darsteller nach ihrer Zeit in der Szene mit ihrem Leben anstellten. In einem separaten Blog-Beitrag erläuterte sie, dass es bei der Szene um sexuelle Handlungen mit Gemüse ging.
Die Fragen in den schnell aneinander geschnittenen Interviews kreisen im Kern um vier Fragen:
- Wie findet man in dieses Filmgeschäft?
- Warum hört man auf und fängt gegebenenfalls wieder an?
- Wie lässt sich eine gesicherte Existenz beziehungsweise Familie aufbauen und damit einhergehend Privatleben und Beruf voneinander trennen?
- Wie unterscheiden sich Pornodarsteller von anderen Arbeitnehmern?[4]

Dabei berichtet unter anderem Asia Carrera, dass Mensa International zwar auf alle Websites von Mitgliedern verlinken würde, bei ihr allerdings eine Ausnahme machte, da es sich um eine pornographische Website handele.

## Rezeption
Der Film erhielt überwiegend negative Kritiken.

“Beyond being twenty minutes too long, ‚After Porn Ends‘ is an utterly grim and depressing documentary. What begins as a look behind the fantasy of pornography instantly turns in to a ninety minute excuse to look down at all forms of pornographic stars, even those wise enough to leave it all behind and look for something more. A patronizing and utterly depressing look at the pornographic industry, ‚After Porn Ends‘ sets itself up as a look at the fantasy bringers who ended up being humans when the camera stops rolling, and then transforms in to a ninety minute excuse to look down at folks who once made millions out of having sex on film, especially those smart enough to retire and look for other greener pastures.”

“Ultimately, it's a poorly made, sloppily researched and rather disinteresting documentary and, depressingly, far from the only one of its kind out there.”

„Letztlich handelt es sich um einen schlecht gemachten, schlampig recherchierten und ziemlich uninteressanten Dokumentarfilm, und er ist deprimierenderweise bei weitem nicht der einzige seiner Art da draußen.“

Auf Rotten Tomatoes erhielt der Film eine durchschnittliche Bewertung von 2,9 von fünf möglichen Sternen, auf der niederländischen Seite moviemeter.nl waren es 2,2 von fünf möglichen Sternen.

## Fortsetzung
Im März 2017 erschien mit After Porn Ends 2 ein zweiter Teil. Zu den beteiligten Branchenakteuren gehören unter anderem Janine Lindemulder, Lisa Ann, Chasey Lain, Tabitha Stevens und Herschel Savage.